# Pasca (ort)
Pasca är en ort i Colombia.   Den ligger i departementet Cundinamarca, i den centrala delen av landet, 40 km sydväst om huvudstaden Bogotá. Pasca ligger 2 183 meter över havet och antalet invånare är 3 169.
Terrängen runt Pasca är bergig österut, men västerut är den kuperad. Runt Pasca är det mycket tätbefolkat, med 3 369 invånare per kvadratkilometer. Närmaste större samhälle är Fusagasugá, 7,7 km väster om Pasca. Trakten runt Pasca består i huvudsak av gräsmarker.